# Ròmul Salleres Rocamora
Ròmul Salleres Rocamora (Barcelona, 1880 - 1952) va ser un escriptor vinculat al Grup modernista de Reus conegut com a «Ròmulus» pels seus companys de colla.
De petit la seva família es va traslladar a Reus. Practicant de farmàcia i ja escriptor, diu d'ell Joan Puig i Ferreter, amb qui després va tenir gran amistat, que «enlluernava amb la seva precocitat estrident». Era dels més radicals a la tertúlia de «La Regional», on es trobaven els components de la Colla de ca l'Aladern o Grup modernista. El 1896 va dirigir l'organització de la Joventut Republicana, una organització de caràcter federalista i disposada a combatre l'esperit clericalista, a trencar amb el «quietisme» dels vells republicans i a buscar la unificació de les idees republicanes progressistes. L'historiador de la cultura reusenca Joaquim Santasusagna explica que no va trigar a tornar a Barcelona, on va estudiar Dret i s'hi va establir. Va donar a la ciutat comtal algunes conferències en català, i el 1905 participava encara a la revista reusenca Germinal. Va participar també juntament amb una colla de joves del Centre de Lectura en diverses accions per a estendre l'ús de l'esperanto i va col·laborar en l'organització del VII Congrés Esperantista Català celebrat a Reus el 1916. Més endavant  va acabar escrivint només en castellà amb el nom de Rómulo S. Rocamora, i més tard com a Rómulo Rocamora Batlle, perquè deia que no li tocava portar el nom de Salleres. Cap al 1934 se va anar a viure a Madrid com a protesta pel desenvolupament de l'Estatut de Catalunya. L'any 1950 va publicar un llibre de memòries: A los setenta años iniciales de mi existencia corpórea, material y terrena y compilación de varias obras publicadas en este período, que no es va posar a la venda.
Puig i Ferreter el va agafar com a base per al seu personatge Règulus Nanic Rocabruna a El pelegrí apassionat, i el definia com un escriptor estrafolari amb pretensions de genialitat. El 1899 Salleres va publicar Sospirs del cor, un recull de textos que havien sortit en revistes reusenques on exposava les seves idees republicanes, que va aconseguir que prologuessin, per compromís, segons es desprèn de les lectures, Josep Aladern, Hortensi Güell i Miquel Ventura, pares espirituals del Grup modernista de Reus. Segons l'historiador de la cultura reusenca Joaquim Santasusagna, Plàcid Vidal, membre del Grup modernista, diu que aquesta obra primerenca de Ròmul Salleres era «deficient en tots els conceptes» i que va atreure l'atenció en un primer moment però que de seguida va caure en l'oblid. Juntament amb el seu amic Miquel Barberà Baldrich, que era advocat, va publicar el 1912 un llibret titulat El servicio militar en España, on analitzava la legislació sobre aquesta matèria.
Va publicar també en castellà alguns llibres sobre l'esperanto usant el nom de Rómulo Rocamora Batlle: Pro esperanto: el problema de un idioma internacional. Barcelona: Cambra de Comerç de Barcelona, 1913.